# 勒旺诺尔布
勒旺诺尔布（？—1928年），蒙古族，乌兰察布盟四子部落旗 （今內蒙古自治區四子王旗）人，扎萨克达尔汗卓哩克图郡王、清末资政院欽選議員。

## 生平
清光緒十一年（1885年），勒旺诺尔布袭爵为扎萨克达尔汗卓哩克图郡王，後出任乌兰察布盟盟长。光绪二十年（1895年），勒旺诺尔布奉命在乾清门行走。1910年至1912年，勒旺诺尔布担任清朝资政院外藩王公世爵议员，为乌兰察布盟的代表。1911年末外蒙古獨立後，勒旺诺尔布起初接受了博克多汗授予的"亲王"封号，又在1912年被張紹曾擄至歸綏，袁世凯晉封其為亲王，四子部落旗因此始称"四子王旗"。